# Кадел Лајонс
Кадел Лајонс (енгл. Cadell Lyons; Саут Оропуче, 2. јануар 1992) тринидадски је пливач чија специјалност су трке делфин и леђним стилом. 

## Спортска каријера
Лајонс је интензивније почео да тренира пливање након одласка у Сједињене Државе на студије где је, паралелно са студирањем четири године наступао за пливачки тим Универзитета Флориде. Први наступ за репрезентацију Тринидада и Тобага имао је на првенству Карипских острва 2015. у Насауу на Бахамима, где је заузео четврто место у финалу трке на 100 делфин. Годину дана касније по први пут је наступио на неком од светских првенстава, а наступ на светском првенству у малим базенима у кинеском Хангџоуу окончао је на 36, односно 37. позицији у квалификацијама трка на 100 леђно и 100 делфин. 
На првенству Централне Америке и Кариба, које је одржано крајем јуна 2019. у Бриџтауну, Лајонс је освојио златну медаљу у трци на 50 метара делфин стилом. 
На светским првенствима у великим базенима је дебитовао у корејском Квангџуу 2019. где се такмичио у трци на 100 делфин коју је окончао на 46. месту у конкуренцији 78 такмичара. 